# 邑野みあ
邑野 みあ（むらの みあ、1986年7月22日 - ）は、日本の元女優。旧芸名は邑野 未亜（読み同じ）。下の名前は本名。滋賀県大津市出身。血液型A型。身長160cm。
2008年12月をもって所属していたフォスターを辞め、芸能界を引退。現在は結婚・出産し、三男一女の母であると共に、神奈川県川崎市中原区でお好み焼き屋を営んでいる。

## 概要

### 女優として
1998年、テレビドラマ『先生知らないの?』の生徒役として11歳でデビュー。同年の『蒼い記憶』、翌年の『永遠の仔』ではヒロインに相当する役柄に抜擢された。以後もテレビドラマを主軸に多くの作品に出演し、演技力も年々向上。独特の存在感もあいまって若手演技派の一人となっている。2005年には2夜連続ドラマ『青春の門－筑豊篇－』にヒロイン・牧織江役で出演。この作品を機に芸名の表記を「邑野未亜」から「邑野みあ」へと変更した。
ドラマでは性的ニュアンスの強い役柄で起用されることも目立ち、地上波放送ながらヌードシーンを演じることもある。『蒼い記憶』ではバストトップ、『永遠の仔』では後姿の全裸、『青春の門』はその両方を見せるカットがあり、特に前2作は撮影時12歳・13歳であったために話題となった。
上記番組や『芋たこなんきん』などをはじめとして純粋で素朴な役柄を演じることが多いものの、一方で2003年の『ヤンキー母校に帰る』などでは金髪やガングロのキャラクターも経験している。
國村隼との共演が多い。

### その他
一人っ子。日本芸術高等学園出身。
2000年8月15日には『森田一義アワー 笑っていいとも!』の名物コーナー「テレフォンショッキング」にゲスト出演。前日のゲストで同じ所属事務所所属の江川有未から紹介を受けたもので、翌日は椎名桔平にバトンタッチされた。
また、この頃は、一時期水着グラビアでも活動しており、2001年末から2002年にかけて水着写真集・イメージビデオをそれぞれリリースした。当時の公称サイズは身長150cm、B77・W59・H85。
テレビCMは味覚糖「おさつどきっ」（1999年）をはじめとして、サントリー「南アルプスの天然水」(2002年）などに起用されている。雑誌連載、ラジオ出演などの仕事歴もあり、女優業を主軸にしつつも活動の幅は広い。

## 出演

### テレビドラマ
NHK
- 大河ドラマ 北条時宗（2001年）
- 金曜時代劇 茂七の事件簿 新ふしぎ草紙（2002年）
- 盲導犬クイールの一生（2003年）
- 木曜時代劇 慶次郎縁側日記2（2005年10月 - 12月） - おぶん役
- 木曜時代劇 慶次郎縁側日記3（2006年） - おぶん役
- 連続テレビ小説 芋たこなんきん（2007年） - 徳永家長女 由利子役
- 土曜ドラマ 病院のチカラ〜星空ホスピタル〜 第2話（2007年） - マリエ役

日本テレビ
- サイコメトラーEIJI2 第6話、第7話（1999年）
- 永遠の仔（2000年）
- サイコドクター 第5話（2002年）
- 秋のドラマスペシャル みのもんたの人生相談デカ 〜おもいッきりテレビ殺人事件〜（2002年）
- 臨床心理士7（2002年） - 福山美佳役
- 最後の弁護人 第6、7話（2003年） - 北野友恵役
- 探偵学園Q 第10、11話（2007年）

テレビ朝日
- 土曜ワイド劇場 事件8（2000年）
- ココだけの話 第5回 第1話『卒業儀式』（2001年）
- 新春スペシャルドラマ 菊次郎とさき（2001年）
- おみやさん 第3話（2004年7月8日）
- ゴンゾウ 伝説の刑事（2008年） - 杉浦詩織 役

TBS
- 先生知らないの?（1998年4月 - 6月）-山元菜々子 役
- 花王 愛の劇場 39歳の秋（1998年）-長谷川美沙 役
- 千晶、もう一度笑って（2000年1月7日、ドラマ特別企画）
- 白い影（2001年）
- 月曜ミステリー劇場 外科医・零子1 ハートの記憶（2001年10月22日） - 浅倉みゆき 役
- 少年 おかめさん（2002年11月26日）
- Stand Up!!（2003年7月-9月）
- ヤンキー母校に帰る（2003年10月-12月） - 鳥居わかな役
- 恋する日曜日 ファーストシリーズ 第25話「猫」（2003年、BS-i）
- ことぶきウォーズ（2004年）-春野美奈 役
- 家栽の人SP（2004年）
- 怪談新耳袋 三人来るぞ編「スナップ写真」（2005年3月17日、BS-i）
- ドラマ特別企画 青春の門-筑豊篇-（2005年3月21日・22日） - 牧織江役
- 夢で逢いましょう（2005年4月 - 6月）
- 新春ドラマ特別企画 女子刑務所東三号棟 第7話（2008年1月14日） - 藤崎佳美役

テレビ東京
- 蒼い記憶 Innocent Blue 沖縄編（1998年11月8日 - 1999年2月7日） - ルカ役
- つげ義春ワールド「紅い花」（1998年9月21日）
- 女と愛とミステリー 渡哲也サスペンス「絆」（2002年3月20日） - 弓丘美砂子役

フジテレビ
- TEAM（1999年）
- こいまち 第1話（1999年）
- ポンキッキーズ（1999年）
- 美少女H3「少女たちの異常体験」 第6話（1999年）
- アンティーク 〜西洋骨董洋菓子店〜 第7話（2001年11月19日）
- 運命の日 〜ラッシュアワーの悪夢〜（2001年）
- TEAM3（2002年9月20日）
- 離婚弁護士 第4話（2004年5月6日）
- さよなら、小津先生 SP（2004年）
- 花いくさ 〜京都祇園伝説の芸妓・岩崎峰子〜 SP（2007年）

### 映画
- カラオケ（1999年）
- 富江 re-birth（2001年）-青山理恵 役
- えんがわの犬（2001年） - 劇場未公開、ゆうばり国際ファンタスティック映画祭デジタル・シアター部門にて上映
- Do Androids Dream of Electric Santa?（2004年） - 短編
- MAKOTO（2005年）

### 舞台
- 千歳月（2007年4月）
- 再縁!!千歳月（2007年8月）
- わが魂は輝く水なり（演出・蜷川幸雄、2008年5月、Bunkamuraシアターコクーン） - ふぶき役

### テレビコマーシャル
- 味覚糖「おさつどきっ」（1999年）
- カゴメ「六条麦茶」（1999年）
- サントリー「南アルプス天然水」 「作戦篇」（2002年4月1日 - ）
- スクウェア「アンリミテッド:サガ」（2002年）
- コカ・コーラ（2005年）
- ニンテンドーDSソフト「花と太陽と雨と」（2008年）

### テレビ情報番組
- ちちんぷいぷい（2005年3月14日、MBS）
- （特）情報とってもインサイト（2005年3月22日）
- ジャスト（2005年3月22日）
- ポンキッキーズ（1999年）

### テレビバラエティ番組
- 笑っていいとも（2000年8月15日、フジテレビ）
- とんねるずのみなさんのおかげでした（2003年、フジテレビ）
- チャンネルロック（2005年3月19日、TBS）
- ぐるっと関西おひるまえ（2007年2月16日、NHK）
- エンタメキャッチ（2007年2月17日、TBS）

### ラジオ
- FMシアター 納豆ウドン（2003年、NHK-FM）
- ENEOS ON THE WAY COMEDY 道草（2004年、TOKYO FM）
- 中学教師 中町裕介 春が来た!編（2005年、TOKYO FM）

### 雑誌
- 中原昌也と邑野みあの断絶（連載、リトルモア）
- ミーア奇譚（連載 毎日中学生新聞、毎日新聞社）[3]
- pure2 2号（2000年9月15日、辰巳出版）
- ヤングマガジンアッパーズ 22号（2000年11月21日、講談社）
- 週刊プレイボーイ（2002年2月5日、集英社）

### ゲーム
- 花と太陽と雨と - プレイステーション2用ソフト

## イメージビデオ
- U-16 FILE:003 邑野未亜 age15（2001年12月19日、ポニーキャニオン） - VHS・DVD同時発売

## 写真集
- ハニカミ（2002年1月25日、ワニゆブックス、撮影：橋本雅司）ISBN 4-84-70268-45